# Казаченко, Яков Дмитриевич
Я́ков Дми́триевич Казаче́нко (1 мая 1901 — 21.02.1964) — разведчик взвода разведки 133-го кавалерийского Краснознамённого ордена Александра Невского полка (30-я кавалерийская Новобугская Краснознамённая ордена Ленина орденов Суворова и Кутузова дивизия, 4-й гвардейский казачий кавалерийский Кубанский ордена Ленина Краснознамённый ордена Суворова корпус, 2-й Украинский фронт), старший сержант, участник Великой Отечественной войны, кавалер ордена Славы трёх степеней.

## Биография
Родился 1 мая 1901 года в селе Сергеевка ныне Славянского района Донецкой области Украины. Из семьи крестьянина. Украинец.
Окончил 4 класса сельской школы. Работал в крестьянском хозяйстве, в колхозах. Член КПСС с 1931 года. В 1936 году окончил курсы бухгалтеров и в последующие годы работал заместителем председателя сельсовета, затем в исполкоме Андреевского райсовета.
В Красную армию был призван в октябре 1941 года Андреевским районным военкоматом Сталинской области.
Участник Великой Отечественной войны с октября 1942 года. Разведчик взвода разведки 133-го кавалерийского полка (30-я кавалерийская дивизия, 4-й гвардейский кавалерийский корпус, 3-й Украинский фронт) красноармеец Яков Дмитриевич Казаченко отличился в Одесской наступательной операции. В боях за населённый пункт Сталино (ныне село Познанка Первая Любашёвского района Одесской области Украины) 3 апреля 1944 года из автомата поразил 13 гитлеровцев и 2 взял в плен. Своими решительными действиями обеспечил прорыв головного отряда в тыл противника. Был ранен, но остался в строю.
За образцовое выполнение боевых заданий Командования на фронте борьбы с немецкими захватчиками и проявленные при этом доблесть и мужество приказом по 30-й кавалерийской дивизии № 3/н от 28 апреля 1944 года красноармеец Яков Дмитриевич Казаченко награждён орденом Славы 3-й степени.
Разведчик взвода разведки 133-го кавалерийского полка красноармеец Яков Дмитриевич Казаченко вновь отличился в Белорусской стратегической наступательной операции. 10 июля 1944 года в районе посёлка Лучники (3 километра северо-западнее города Слуцк Минской области, Белорусская ССР) в составе разъезда успешно выполнил задачу в тылу врага. Первым ворвался в расположение противника и забросал немецких солдат гранатами, по уцелевшим открыл огонь из автомата. В этой схватке истребил 12 гитлеровцев, добыл ценные сведения о противнике.
За образцовое выполнение боевых заданий Командования на фронте борьбы с немецкими захватчиками и проявленные при этом доблесть и мужество приказом войскам 1-го Белорусского фронта № 212/н от 29 августа 1944 года красноармеец Яков Дмитриевич Казаченко награждён орденом Славы 2-й степени.
Разведчик Я. Д. Казаченко повторил свой белорусский подвиг вскоре и на венгерской земле: 20 октября 1944 года на подступах к городу Дебрецен ворвался в немецкое расположение и истребил 11 венгерских солдат, добыв ценные сведения о расположении огневых точек врага. В этот день Дебрецен был взят штурмом, при этом отличилась 30-я кавалерийская дивизия, в полосе которой Казаченко и разведал вражескую оборону. За этот подвиг был награждён орденом Красной Звезды.
Разведчик взвода разведки 133-го кавалерийского полка красноармеец Яков Дмитриевич Казаченко в ходе Будапештской наступательной операции 13 ноября 1944 года в бою у города Ясопати (в 75 километрах восточнее Будапешта, Венгрия). В составе разведывательного разъезда имел задачу разведать оборону противника. Незаметно пробраться к немецким позициям не удалось — разведчики были замечены и по ним открыт артиллерийско-миномётный и пулемётный огонь. И тогда разведчики совершили самое неожиданное для врага — бросились в атаку. Под огнём стремительно ворвавшись в траншею врага, Казаченко гранатами и огнём из автомата уничтожил 16 пехотинцев, добыл сведения о расположении огневых точек противника. Воспользовавшись суматохой боя, разведчикам удалось затем ещё и вырваться из расположения противника. Благополучно добравшись до своих позиций, Казаченко своевременно доставил нужную информацию в штаб дивизии. Через несколько часов город и железнодорожная станция Ясапаты были освобождены от врага.
За образцовое выполнение боевых заданий Командования на фронте борьбы с немецкими захватчиками и проявленные при этом доблесть и мужество Указом Президиума Верховного Совета СССР от 28 апреля 1945 года красноармеец Казаченко Яков Дмитриевич награждён орденом Славы 1-й степени. Стал полным кавалером ордена Славы.
В августе 1946 года старший сержант Я. Д. Казаченко был демобилизован. Жил в городе Краматорск Донецкой области Украинской ССР. Работал заведующим торговым отделом Андреевского райисполкома Донецкой области.
Скончался 21 февраля 1964 года. Похоронен в городе Славянск Славянский район (Донецкая область) Донецкой области.

## Награды
- Орден Красной Звезды (31.12.1944)[2][3]
- Орден Славы 1-й (28.04.1945)[2][4], 2-й (29.08.1944)[5] и 3-й (28.04.1944)[2][6] степеней
- Медаль «За отвагу» (23.03.1944)[2][7]
- Медаль «За победу над Германией в Великой Отечественной войне 1941—1945 гг.» (9 мая 1945[8])
- «30 лет Советской Армии и Флота»[9]
- «40 лет Вооружённых Сил СССР»[10]

## Память
- На могиле установлен надгробный памятник.
- Увековечен на сайте МО РФ.